# Durio affinis
Durio affinis är ett träd i släktet durio. Arten är nära besläktad med, eller möjligtvis samma art som, durio testudinarum. Frukten är ej ätlig. Trädet växer på Borneo, västra Kalimantan och Sabah.